# كلية أكسفورد العسكرية
كلية أكسفورد العسكرية كانت أكاديمية عسكرية في كاولي ، أكسفورد ، إنجلترا ، من عام 1876 إلى عام 1896.
افتتحت الكلية العسكرية في 7 سبتمبر 1876. وكان الأمير جورج ، دوق كامبريدج ، راعيًا لكلية أكسفورد العسكرية.
تم إعلان إفلاس الكلية العسكرية عام 1896  وتم هدم مبنى الكلية الرئيسي عام 1957.

## الاهداف والمهام
قدمت الكلية منهجًا تحضيريًا لمدة أربع سنوات: السنة الأولى (العمر 13-14) ؛ السنة الثانية (العمر 14-15) ؛ السنة الثالثة (15-16 سنة) ؛ السنة الرابعة (العمر 16-17) ؛ السنة النهائية (العمر 17-18).
استقطبت المدرسة طلابها من المملكة المتحدة والمستعمرات. تم إعداد المرشحين ، سواء كانوا أبناء الضباط أم لا ، للعمل في الخدمة العسكرية .
تقوم الكلية بالجمع بين الدراسات الكلاسيكية مع المناهج العسكرية. قدمت الكلية تدريبات المشاة ، والحرب ، والسيوف ، والحفر ، والسباحة وغيرها.